# Agronomia Lusitana
Agronomia Lusitana (abreviado Agron. Lusit.) es una revista ilustrada con descripciones botánicas que es editada por la Estación Agronómica Nacional de Portugal desde el año 1939. 